# Dagný Linda Kristjánsdóttir
Dagný Linda Kristjánsdóttir (ur. 8 listopada 1980 w Akureyri) – islandzka narciarka alpejska.

## Kariera
W pierwszych międzynarodowych zawodach wystąpiła w 1996.
W 1997 po raz pierwszy wygrała mistrzostwa kraju. Łącznie dokonała tego osiemnastokrotnie, po raz ostatni w 2008. Trzykrotnie została wybrana najlepszym sportowcem roku w Akureyri. Siedmiokrotnie uznana najlepszą sportsmenką roku na Islandii. Trzykrotnie uczestniczyła w mistrzostwach świata.
Brała udział w zimowych igrzyskach w 2002 i 2006.
W Salt Lake City była chorążym reprezentacji. Uczestniczyła w zjeździe, w którym zajęła 31. miejsce z czasem 1:44,72, supergigancie, którego nie ukończyła, slalomie gigancie, którego również nie ukończyła i kombinacji, której także nie ukończyła.
W Turynie również była chorążym reprezentacji. Brała udział w tych samych konkurencjach, co cztery lata wcześniej. W zjeździe była 23. z czasem 1:59,43, w supergigancie także zajęła 23. miejsce z czasem 1:34,56. Slalomu giganta nie ukończyła, natomiast w kombinacji uplasowała się na 28. pozycji z czasem 3:04,25.
Reprezentowała klub Skíðafélag Akureyrar.
W 2008 zakończyła karierę z powodu powtarzających się urazów prawej nogi.

## Edukacja
W 2013 ukończyła studia na Uniwersytecie Akureyri. Jej praca nosi tytuł „Þau taka alltaf á móti mér, já eins og manneskju, ekki eins og geðsjúklingi” (pol. Oni zawsze przeciwko mnie, nawet jako istoty ludzkie, nie tylko jako pacjenci psychiatryczni). W tym samym roku została wykładowcą na tym uniwersytecie.

## Życie prywatne
27 września 2011 urodziła pierwszego syna. Oprócz języka islandzkiego zna również angielski, szwedzki i norweski.